# 俄罗斯副总理
俄罗斯联邦政府副主席（俄语：Заместитель председателя Правительства Российской Федерации) 是俄羅斯聯邦政府的負責人之一。该职位在俄罗斯国内外通常被称为副总理。根据俄罗斯宪法第6章第110条，俄罗斯联邦政府領導層由俄罗斯联邦政府主席（總理）、俄罗斯联邦政府副主席和俄罗斯联邦各部委的部長组成。憲法第112条规定，政府主席（总理）要向俄罗斯总统提交副主席候选人名單。 俄罗斯联邦政府副主席的职责是协调俄羅斯联邦政府機關的活动。俄罗斯副总理通常由多人同时担任，其中級別最高的又稱俄罗斯第一副总理，並且第一副总理也可以由多人同時擔任。

## 现任联邦政府副主席列表
|                                           |                     |                   |                 |                                          |                     |                   |                     |                                     |
| 德米特里·格里戈连科                       | 德米特里·帕特鲁舍夫 | 维塔利·萨维利耶夫 | 马拉特·胡斯努林 | 尤里·特鲁特涅夫                          | 阿列克谢·奥韦尔丘克 | 塔季扬娜·戈利科娃 | 德米特里·切尔内申科 | 亚历山大·诺瓦克                     |
| 联邦政府副主席 – 俄罗斯联邦政府办公厅主任 | 联邦政府副主席      | 联邦政府副主席    | 联邦政府副主席  | 联邦政府副主席 – 总统驻远东联邦管区 特使 | 联邦政府副主席      | 联邦政府副主席    | 联邦政府副主席      | 联邦政府副主席 - 分管燃料能源综合体 |